# Saint-Victoret
Saint-Victoret é uma comuna francesa na região administrativa da Provença-Alpes-Costa Azul, no departamento de Bouches-du-Rhône. Estende-se por uma área de 4,73 km². Em 2010 a comuna tinha 6 685 habitantes (densidade: 1 413,3 hab./km²).